# September 2022
Portal Geschichte | Portal Biografien | Aktuelle Ereignisse | Jahreskalender | Tagesartikel

◄ |
20. Jahrhundert |
21. Jahrhundert

◄ |
1990er |
2000er |
2010er |
2020er
| 2030er | 2040er

◄ |
2018 |
2019 |
2020 |
2021 |
2022
| 2023 | 2024 | 2025 | 2026 | ►

◄ |
Juni 2022 |
Juli 2022 |
August 2022 |
September 2022 |
Oktober 2022 |
November 2022 |
Dezember 2022 |
►
Dieser Artikel behandelt tagesbezogene Nachrichten und Ereignisse im September 2022.

## Tagesgeschehen

### Donnerstag, 1. September 2022
- Köln/Deutschland, Tiflis/Georgien: Beginn der Basketball-Europameisterschaft 2022 (bis 18. September)

### Sonntag, 4. September 2022
- Santiago de Chile/Chile: Die chilenische Bevölkerung hat in einem Referendum den Entwurf für eine neue Verfassung abgelehnt.[1]
- Saskatchewan/Kanada: Bei einer auf 13 Orte verteilten Messerstecherei sind 12 Tote und 18 Verletzte zu beklagen.[2][3]

### Montag, 5. September 2022
- Paris/Frankreich: Sechs Jahre nach dem Terroranschlag in Nizza mit 86 Toten und Hunderten Verletzten hat in Paris ein Prozess gegen mutmaßliche Unterstützer begonnen.[4]
- China: Bei einem Erdbeben in Luding kommen mindestens 86 Menschen ums Leben.[5]

### Dienstag, 6. September 2022

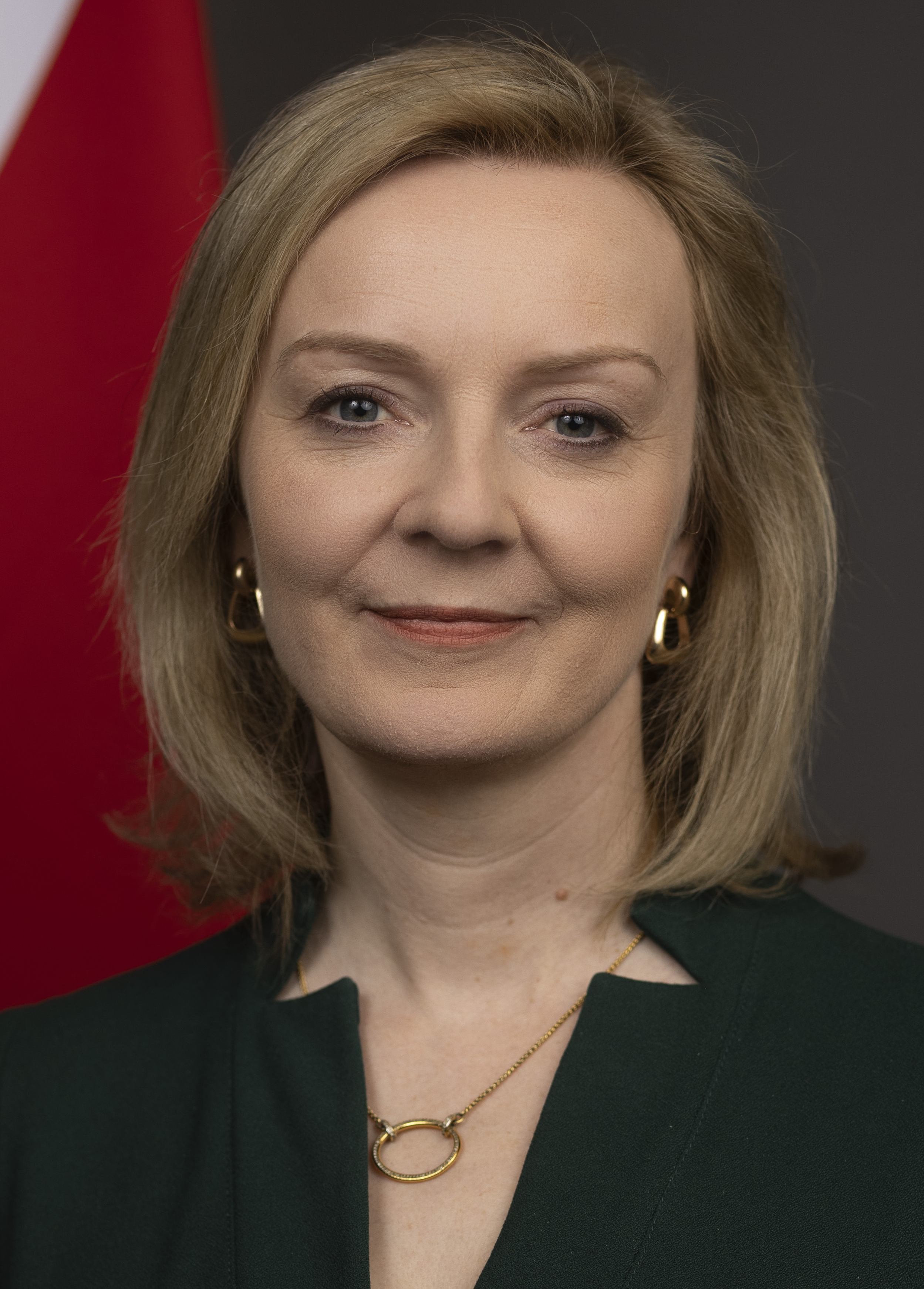
Liz Truss (2022)

- Balmoral Castle/Vereinigtes Königreich: Liz Truss wird zur Premierministerin des Vereinigten Königreichs ernannt, nachdem sie zuvor zur Vorsitzenden der Conservative Party gewählt worden ist.[6]

### Donnerstag, 8. September 2022

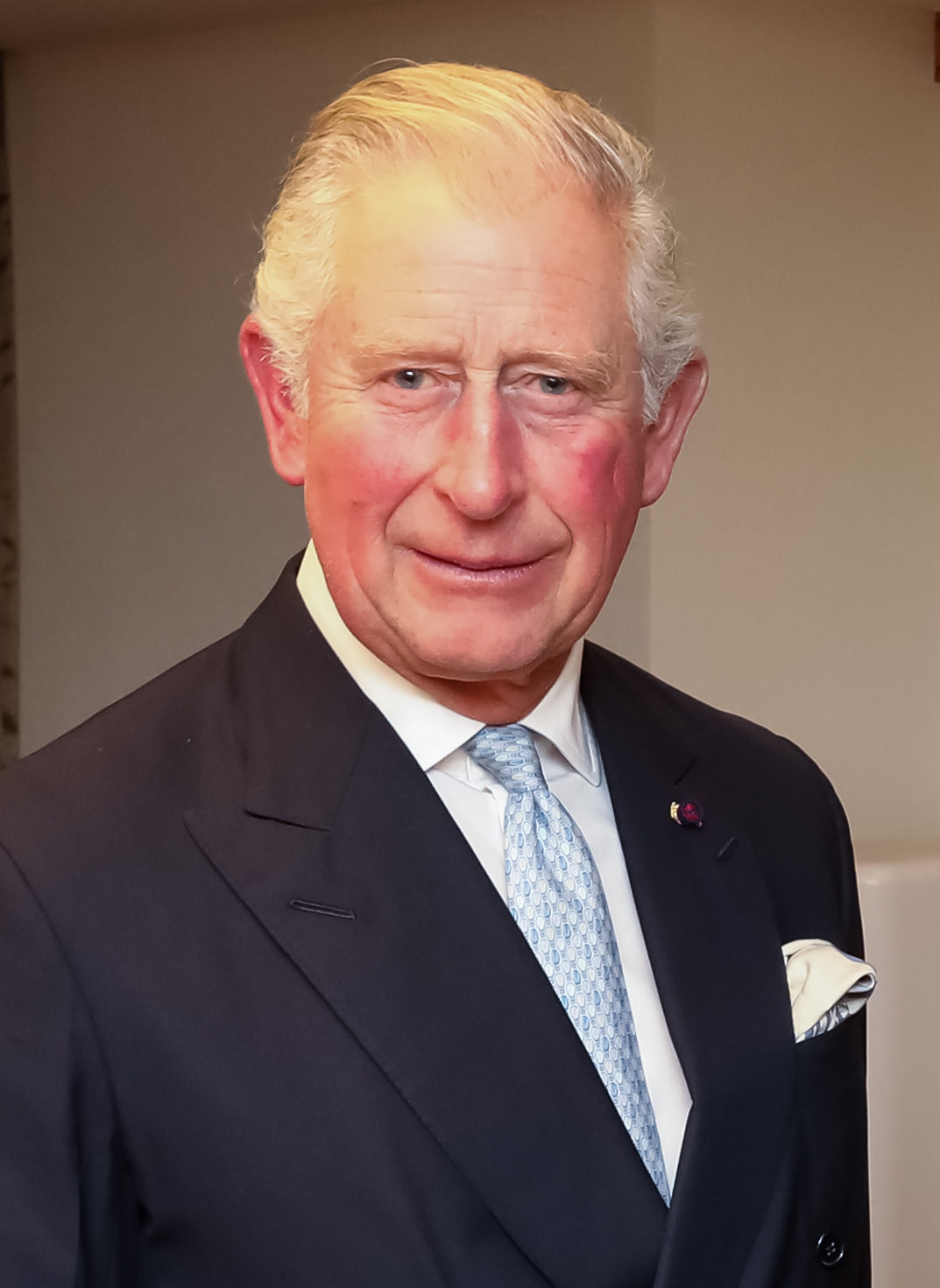
Charles III. (2019)

- Balmoral Castle/Vereinigtes Königreich: Die britische Monarchin Elisabeth II. stirbt nach siebzigjähriger Regentschaft in ihrer schottischen Sommerresidenz. Ihr ältester Sohn wird als Charles III. neuer König von Großbritannien und Nordirland sowie Oberhaupt des Commonwealth of Nations.[7][8]
- Frankfurt/Deutschland: Die Europäische Zentralbank hat zur Inflationsbekämpfung mit der Anhebung des Hauptrefinanzierungssatzes von 0,50 % auf 1,25 % die höchste Leitzinserhöhung seit der Einführung des Euro vorgenommen.[9]

### Freitag, 9. September 2022
- Deutschland: Verleihung des Deutschen Schauspielpreises 2022
- Hannover/Deutschland: Beginn des 35. CDU-Bundesparteitags (bis 10. September). Die Delegierten wählen die Bundestagsabgeordnete Christina Stumpp zur ersten stellvertretenden Generalsekretärin der CDU. Zudem führt die Partei zeitlich befristet eine Frauenquote ein.[10]
- Kapstadt/Südafrika: Beginn der Siebener-Rugby-Weltmeisterschaft (Männer und Frauen)

### Samstag, 10. September 2022
- London/Vereinigtes Königreich: Charles III. wird vom Accession Council zum neuen König des Vereinigten Königreichs Großbritannien und Nordirland und der Commonwealth of Nations proklamiert. Verlesen wird die Proklamation im St James’s Palace und in der Royal Exchange.[11][12][13]
- Venedig/Italien: Der US-amerikanische Dokumentarfilm All the Beauty and the Bloodshed von Laura Poitras gewinnt den Goldenen Löwen der 79. Filmfestspiele von Venedig.[14]
- Moskau/Russland: zur 875-Jahr-Feier der Stadt wurde das höchste Riesenrad Europas mit dem Namen „Sonne von Moskau“ eingeweiht.[15]

### Sonntag, 11. September 2022
- Schweden: Parlamentswahl
- Kapstadt/Südafrika: Finale der Siebener-Rugby-Weltmeisterschaft (Männer und Frauen)
- Moskau/Russland: Regionalwahlen
- Dubai/Vereinigte Arabische Emirate: Das Team Sri Lankas gewinnt den Asia Cup 2022[16]
- Monza/Italien: Max Verstappen gewinnt den Großen Preis von Italien[17]

### Montag, 12. September 2022
- Belgrad/Serbien: Europride (bis 18. September)[18]
- Bern/Schweiz: Beginn der Herbstsession der Eidgenössischen Räte (bis 30. September 2022)[19]
- Los Angeles/Vereinigte Staaten: 74. Verleihung der Primetime-Emmys

### Dienstag, 13. September 2022
- Nairobi/Kenia: Vereidigung von William Ruto zum fünften Kenianischen Präsidenten[20][21]
- Grafenegg/Österreich: 10. Verleihung des Österreichischen Musiktheaterpreises

### Donnerstag, 15. September 2022
- London/Vereinigtes Königreich: Elisabeth II. wird für drei Tage im Palace of Westminster aufgebahrt.[11][12]

### Freitag, 16. September 2022
- Lübeck/Deutschland: Jonathan Franzen wird mit dem Thomas-Mann-Preis ausgezeichnet.[22]
- Astana/Kasachstan: Das kasachische Parlament beschließt eine Rückbenennung der Landeshauptstadt von Nur-Sultan zu Astana sowie eine Begrenzung der Amtszeit des Staatspräsidenten auf einmalig sieben Jahre.[23]

### Samstag, 17. September 2022
- München/Deutschland: Das Oktoberfest beginnt (bis 3. Oktober).

### Sonntag, 18. September 2022
- Berlin/Deutschland: Im Endspiel der Basketball-Europameisterschaft 2022 besiegt die spanische Nationalmannschaft die französische mit 88:76.[24]

### Montag, 19. September 2022

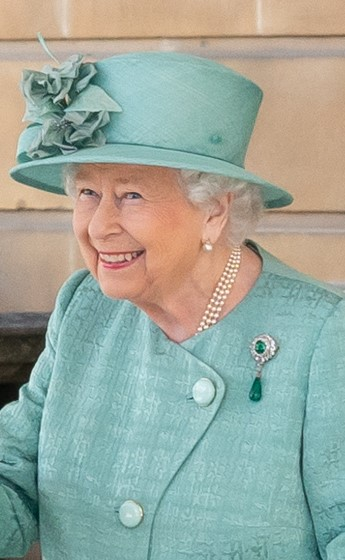
Elisabeth II. (2019)

- London/Vereinigtes Königreich: Staatsbegräbnis der britischen Monarchin Elisabeth II. in der Westminster Abbey und Beisetzung in der St George’s Chapel von Windsor Castle. Anschließend wird für sieben Tage getrauert.[11][12][25]
- New York/Vereinigte Staaten, Kiew/Ukraine: Der ukrainische Präsident hat Klage vor den Vereinten Nationen gegen die russische Offensive auf die Ukraine erhoben. Selenskyj soll am Mittwoch per Videoschalte vor den Vereinten Nationen sprechen.[26]

### Dienstag, 20. September 2022
- Luxemburg: Der Europäische Gerichtshof hat die anlasslose Vorratsdatenspeicherung in Deutschland für rechtswidrig erklärt.[27]
- Donezk, Luhansk, Cherson/Ukraine: Die russischen Statthalter in den besetzten Gebieten der Ukraine wollen ein Referendum über den Anschluss der Gebiete zu Russland abhalten.[28]

### Mittwoch, 21. September 2022
- Moskau/Russland: Teilmobilmachung der Streitkräfte durch den russischen Präsidenten Putin.[29]

### Freitag, 23. September 2022
- Cherson, Saporischschja, Donezk, Lugansk/Ukraine, Russland: In den von Russland besetzten ukrainischen Oblasten Cherson und Saporischschja sowie in den separatistischen Republiken Donezk und Lugansk beginnen Referenden darüber, ob sie sich Russland anschließen sollen. Die von der Ukraine sogenannten Scheinreferenden sind von der ukrainischen de-jure-Regierung unter Strafe gesetzt.[30][31]
- Thimphu/Bhutan: Das Land öffnet seine Grenzen nach einer zweijährigen Pause aufgrund der COVID-19-Pandemie wieder für internationale Touristen.[32]

### Samstag, 24. September 2022
- London/Vereinigtes Königreich: Der US-amerikanische, mehrfach mit einem Oscar ausgezeichnete Komponist John Williams, bekannt durch sein Thema zu Schindlers Liste, wird als einer der letzten Persönlichkeiten noch auf Wunsch der verstorbenen britischen Monarchin Elisabeth II. zum Knight Bachelor geschlagen und zum Sir geadelt[33].
- Daun/Eifel: Verleihung des Filmpreises Der Roland an Nicholas Ofczarek und Das Geheimnis des Totenwaldes.
- Nauru: Parlamentswahl

### Sonntag, 25. September 2022
- Innsbruck/Tirol: Landtagswahl in Tirol
- Klagenfurt am Wörthersee/Österreich: European League of Football Championship Game 2022
- Rom/Italien: Die Parlamentswahlen gewinnt ein Bündnis aus rechten und konservativen Parteien die absolute Mehrheit.[34]
- Bern/Schweiz: Volksabstimmungen
- Havanna/Kuba: Im Referendum zum kubanischen Familiengesetzbuch werden mit 66 Prozent der abgegebenen Stimmen die Reformen befürwortet.[35]
- Panchagarh/Bangladesch: Eine Fähre mit hinduistischen Pilgern kentert und sinkt. 25 Menschen sterben und Dutzende weitere sind vermisst.[36]
- Mogadischu/Somalia: Bei einem Selbstmordattentat wird ein Soldat getötet und sechs weitere werden verletzt.[37]

### Montag, 26. September 2022
- Bornholm/Dänemark: An den Gaspipelines Nord Stream 1 und 2 kommt es zu Explosionen, in deren Folge große Lecks in den Leitungen entstanden. Offiziellen Vermutungen zufolge war dies ein gezielter Anschlag durch einen staatlichen Akteur.[38]

- Wien/Österreich: Beginn der 66. Generalkonferenz der Internationalen Atomenergie-Organisation (bis 30. September)[39]
- Ischewsk/Russland: Bei einem Amoklauf in einer Schule werden mindestens 17 Menschen getötet und 20 weitere verletzt. Der Schütze begeht Selbstmord.[40]

### Dienstag, 27. September 2022
- Weltraum: Geplanter Aufprall der Sonde DART auf einem Asteroiden[41][42]
- Khyber Pakhtunkhwa/Pakistan: Bei einem Selbstmordanschlag auf einen Militärkonvoi durch die Tehrik-i-Taliban Pakistan an der Grenze zu Afghanistan werden 21 pakistanische Soldaten verwundet.[43]

### Freitag, 30. September 2022
- Chengdu/China: Beginn der Tischtennisweltmeisterschaft (bis 9. Oktober)
- Bern/Schweiz: Bundesrat Ueli Maurer tritt nach 13-jähriger Amtszeit zurück.[44]
- Moskau/Russland: In einer feierlichen Zeremonie unterzeichnet Vladimir Putin die Annexion der ukrainischen Oblaste Cherson, Saporischschja und der „Volksrepubliken“ Luhansk und Donezk an das Staatsgebiet Russlands. Es waren völkerrechtlich umstrittene Referenden in den besetzten Gebieten vorausgegangen, die Angliederung wird von der EU und der NATO, darunter auch das Vereinigte Königreich, nicht anerkannt.[45]
- Neustadt an der Weinstraße/Deutschland: Wahl der Deutschen Weinkönigin 2022[46]
- Ouagadougou/Burkina Faso: Ein zweiter Staatsstreich führt zum Sturz von Interimspräsident Paul-Henri Sandaogo Damiba und zur Ablösung von Kapitän Ibrahim Traoré an der Macht.[47]
- Ramsau bei Berchtesgaden/Deutschland: Die Hindenburglinde wird vom Kuratorium Nationalerbe-Baum der Deutschen Dendrologischen Gesellschaft zum Nationalerbe-Baum ausgezeichnet.[48]